# 竹原市立吉名小学校
竹原市立吉名小学校（たけはらしりつ よしなしょうがっこう）は、広島県竹原市吉名にあった公立小学校。

## 沿革
- 1873年（明治6年）10月 - 三代目吉名村村長（豊田郡長兼任）の長谷多嘉助（はせ たかすけ）宅に井上格一郎を招聘し、勧学舎(かんがくしゃ)が設置される。
- 1876年（明治9年）6月 - 小学校令発布に伴い勧学舎を廃し、吉名小学校となる。
- 1882年（明治15年）5月 - 現在地に洋風校舎を建立。
- 1890年（明治32年）4月 - 高等科を併設し、吉名尋常高等小学校に改称。
- 1941年（昭和16年）4月 - 吉名国民学校に改称。
- 1947年（昭和22年）4月 - 吉名村立吉名小学校に改称。
- 1956年（昭和31年）9月 - 町村合併に伴い、竹原町立吉名小学校に改称。
- 1956年（昭和31年）11月 - 市制施行に伴い、竹原市立吉名小学校に改称。
- 1974年（昭和49年）4月 - 現在の校舎が竣工。
- 1995年（平成7年）9月 - 運動会を竹原市立吉名中学校と合同で行うようになる。
- 2016年（平成28年）9月 - 竹原市立吉名中学校が当校敷地に移転する。
- 2018年（平成30年）3月 - 閉校
- 2018年（平成30年）4月-竹原市立吉名学園(義務教育学校)開校

## 交通アクセス
吉名集落の中心部に位置する。
- 西日本旅客鉄道（JR西日本）呉線吉名駅から東へ300m。
- 国道185号から広島県道208号吉名停車場線を南に入る。

## 著名な出身者
- 池田勇人（政治家、第58・59・60代内閣総理大臣）